# Carlos (kráter)

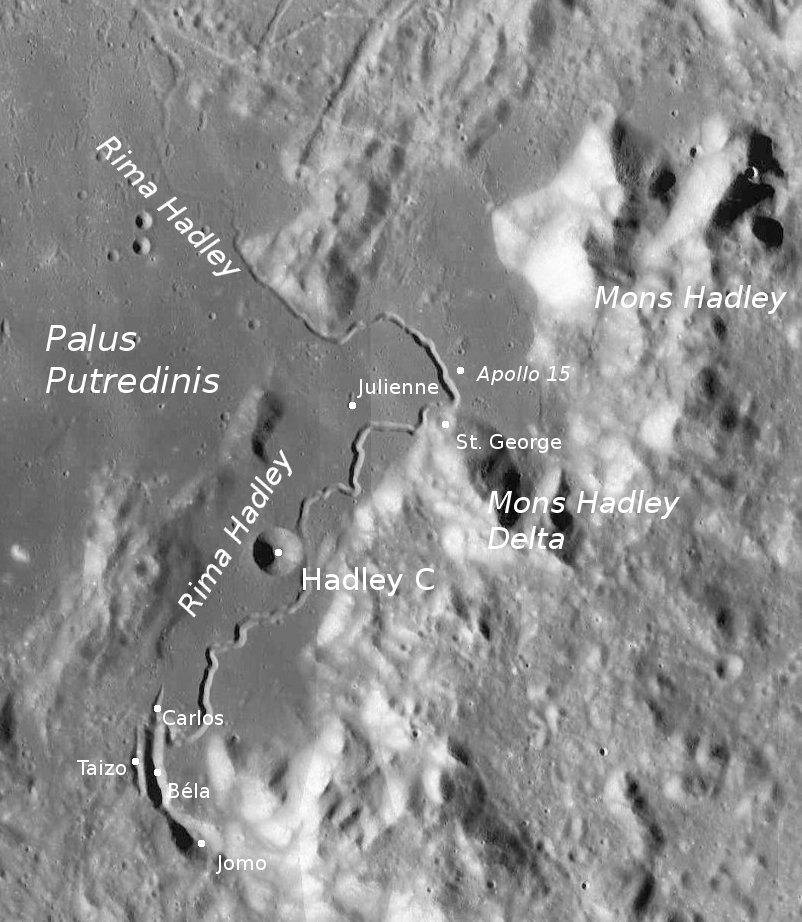
Poloha kráteru Carlos.

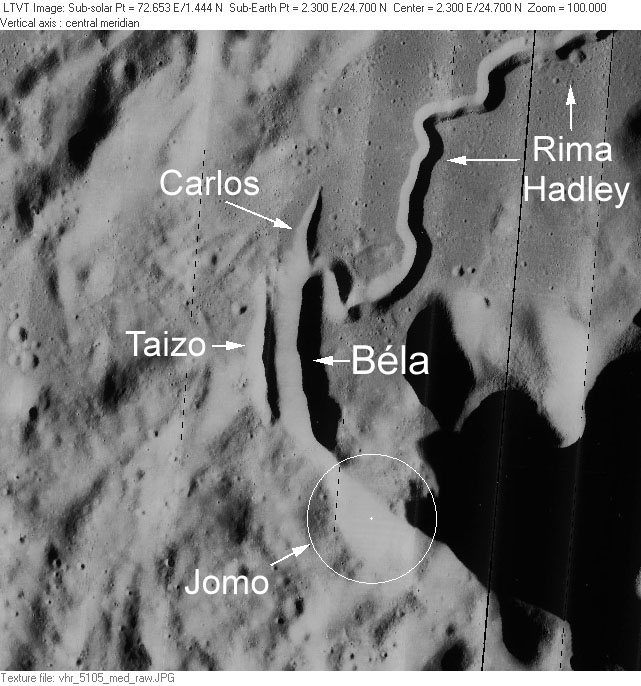
Poloha kráteru Carlos a dalších.

Carlos je protáhlý lunární kráter nacházející se na přivrácené straně Měsíce na úpatí pohoří Montes Apeninnus (Apeniny). Má průměr 4,7 km, pojmenován byl v roce 1976 podle španělského mužského jména.
V těsné blízkosti leží další malé krátery Taizo, Béla a Jomo. U této čtveřice netypických kráterů (počítaje i Carlose) začíná měsíční brázda Rima Hadley, která se vine po úpatí k hoře Mons Hadley Delta a pak se u místa přistání americké vesmírné expedice Apollo 15 stáčí na severovýchod do bažiny Palus Putredinis (Bažina hniloby).